# Joaquina Vera
Joaquina Vera (¿Jaén?, 1834 - post 1873), actriz, traductora y dramaturga española del siglo XIX.
Giennense, fue bailarina, actriz y traductora desde los dieciséis años en el Teatro del Príncipe y publicó más de trece obras entre 1839 y 1873. La mayoría son refundiciones del francés que se publicaron en Madrid. Muy pocas de sus obras llegaron al escenario, como El disfraz representado en Variedades el 24 de octubre de 1847. La mayoría eran comedias, como Cuando se acaba el amor (1844), De España a Francia o una noche en Vitoria (1858), En todas partes hay todo (1858), y ¿Quién es su madre? (1873). Otras son Actriz, militar y beata (1845), Donde las dan las toman, Paciencia y barajar (1845), Dos amos para un criado (1849), Megani (1851, traducida), El chalán (1846), Toma y daca o Que se queje aquel que pierda (traducción del francés, 1840), Elisa o El precipicio de Bessac (1844) y Leila o El sitio de Granada. El cuento "La sacerdotisa de Irminsul", firmado con las siglas J. V. y publicado en La Alhambra, III, 6 de diciembre, pp. 430-431, no es de Juan Valera, como figura en las sucesivas ediciones de la editorial Aguilar, apartado Miscelánea, vol. III, pp. 1261-1263; Nicolás Marín cree, con acierto, que las siglas J. V. corresponden a la escritora Joaquina Vera (Venera). También colaboró en El Crepúsculo (1842) de Jaén traduciendo la novelita El error. David T. Gies ha estudiado fundamentalmente a esta autora.

## Fuente
- Manuel Gómez García, Diccionario Akal de Teatro. Madrid: Akal, 1997.

- Datos: Q5931656